# Mike il cavaliere
Mike il cavaliere (Mike the Knight) è una serie televisiva animata anglo-canadese creata da Alexander Bar e scritta da Marc Seal. È stato trasmesso in Canada (Treehouse), negli Stati Uniti (Nick Jr.) e nel Regno Unito (CBeebies) e in Italia è andato in onda su Boomerang e Cartoonito.

## Trama
Mike è un bambino di 10 anni che vuole diventare cavaliere, vive all'interno del castello di famiglia a Glendragon, con la mamma regina Martha, la sorella Ivie di 8 anni e due amici dragoni Spruzzo, che sputa acqua, e Sprazzo, che sputa il fuoco. Il padre è in giro per il mondo e manda di continuo missive sulle sue avventure.

### Personaggi
- Mike: è il protagonista della serie.
- Ivie: sorella di Mike, ha 8 anni ed è apprendista maga.
- Regina Martha: madre di Mike e Ivie.
- Spruzzo: piccolo drago o dragone di colore blu, che sputa acqua e può volare.
- Sprazzo: grande drago o dragone di colore rosso, sputa fuoco e anelli di fumo,a differenza di Spruzzo non può volare.
- Galahad: è destriero di Mike.
- Yip and Yap: sono i cagnolini corgi della Regina Martha.
- Mr. Coccole: è un ranocchio amico di Ivie.
- Fernando: è il cantastorie di Glendragon, e narra le avventure di Mike.
- Trollee: è un bambino troll amico di Mike.
- Mamma e Papà troll: sono la madre ed il padre di Trollee.
- I vichinghi: tre vichinghi che spesso approdano con la loro nave a Glendragon, sono ghiotti di crostatine.
- Battiferro: è il fabbro di Glendragon.
- Enry il peloso: gestisce la buca per lavare i cavalli di Glendragon.
- Signorina Pasta Sfoglia: è la pasticcera di Glendragon, cucina le crostatine adorate da tutto il paese e dai vichinghi.

## Reti televisive
| Stato               | Canale                |
| ------------------- | --------------------- |
| Canada              | Treehouse TV          |
| Regno Unito         | CBeebies              |
| Francia             | TF1                   |
| Stati Uniti         | Nick Jr.              |
| Australia           | ABC Kids              |
| Italia              | Boomerang, Cartoonito |
| Spagna              | Clan                  |
| Polonia             | MiniMini+             |
| Germania            | Super RTL             |
| Sud America         | Discovery Kids        |
| Asia                | Disney Channel        |
| Emirati Arabi Uniti | Spacetoon             |
| Nuova Zelanda       | TV2                   |